# Le maschere

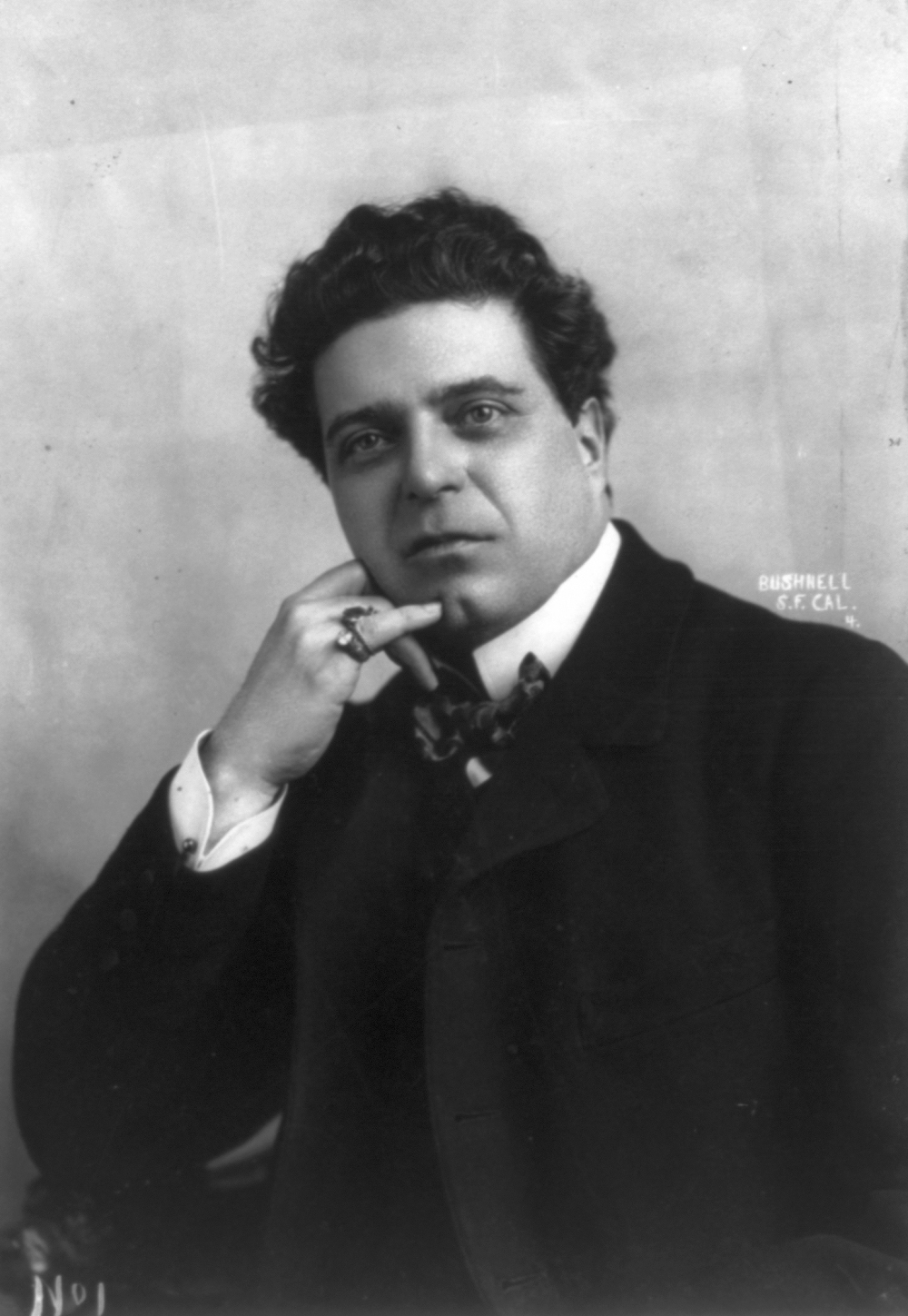
Pietro Mascagni

Le maschere (Maskerna) är en italiensk opera (commedia lirica e giocosa) i en prolog och tre akter med musik av Pietro Mascagni och libretto av Luigi Illica.

## Historia
Mascagni och Illica ville skriva en helt igenom italiensk opera och de använde sig av de traditionella figurerna från commedia dell'arte. Operan hade premiär på sex italienska operascener samtidigt den 17 januari 1901: La Scala i Milano (med Enrico Caruso som Florindo och med Toscanini som dirigent), Teatro Costanzi i Rom (med Mascagni som dirigent), La Fenice i Venedig, Teatro Regio i Turin, Teatro Carlo Felice i Genua och Teatro Filarmonico i Verona. En sjunde premiär på San Carlo i Neapel försenades med två dagar. 
Illicas användande av kören som kommentator misslyckades med att göra operan modern och spontan. Mascagnis musik var avsiktligt gammaldags. 1905 reviderade Mascagni verket och skar bort prologen och ändrade finalen till akt III. 1931 återinsattes dessa delar igen.

## Personer
- Rosaura (sopran)
- Arlecchino Battocchio (tenor)
- Colombina (sopran)
- Il Capitan Spaventa (baryton)
- Brighella (tenor)
- Dottor Graziano (baryton)
- Pantalone De' Bisognosi (bas)
- Florindo (tenor)
- Tartaglia (baryton)
- Giocadio (talroll)

## Handling
Pantalones dotter Rosaura älskar Florindo men hennes fader är vill att hon ska gifta sig med den skrytsamme kapten Spaventa. De älskande får hjälp av Rosauras husa Colombina, Brighella och den stammande betjänten Tartaglia. Till slut får Rosaura och Florindo faderns välsignelse.